# BA-20
BA-20 – samochód pancerny konstrukcji radzieckiej z okresu przed II wojną światową.

## Historia
W latach 1934–1935 sowieccy konstruktorzy opracowali samochód osobowy GAZ-M1. Jego konstrukcja zawierała wiele elementów innych pojazdów tego typu: Ford A i GAZ-A. Posiadał jednak wiele ulepszeń. Należały do nich: zmodyfikowany układ przeniesienia napędu, nowy silnik, nowy układ hamulcowy. W oparciu o podwozie i inne podzespoły samochodu GAZ-M1 skonstruowano, w Fabryce Maszyn w Wyksie, prototyp lekkiego samochodu pancernego BA-20. Miał on nieco powiększony i zmodernizowany kadłub pojazdu typu FAI. Jego produkcję rozpoczęto w 1936 roku.
Pod koniec tego samego roku, opracowano szynowy wariant samochodu: BA-20ŻD. W 1938 roku zmodernizowano pojazd. Otrzymał on wieżę stożkową, większy zbiornik paliwa. Załogę powiększono do 3 ludzi. Produkcja samochodów pancernych BA-20 trwała do 1942. Ogółem wyprodukowano 2013 wozów.

## Służba
Samochody pancerne BA-20 stanowiły uzbrojenie pododdziałów rozpoznawczych wojsk pancernych, piechoty i kawalerii. Znalazły zastosowanie bojowe w czasie wojny domowej w Hiszpanii. Brały udział w walkach z Japończykami nad jeziorem Chasan i rzeką Chałchin-Goł. Stosowano je także w czasie wojny zimowej. Znajdowały się w wyposażeniu wojsk wkraczających do Polski 17 września 1939 roku. Były używane przez cały okres wojny z Niemcami, aż do jej zakończenia w 1945 roku.

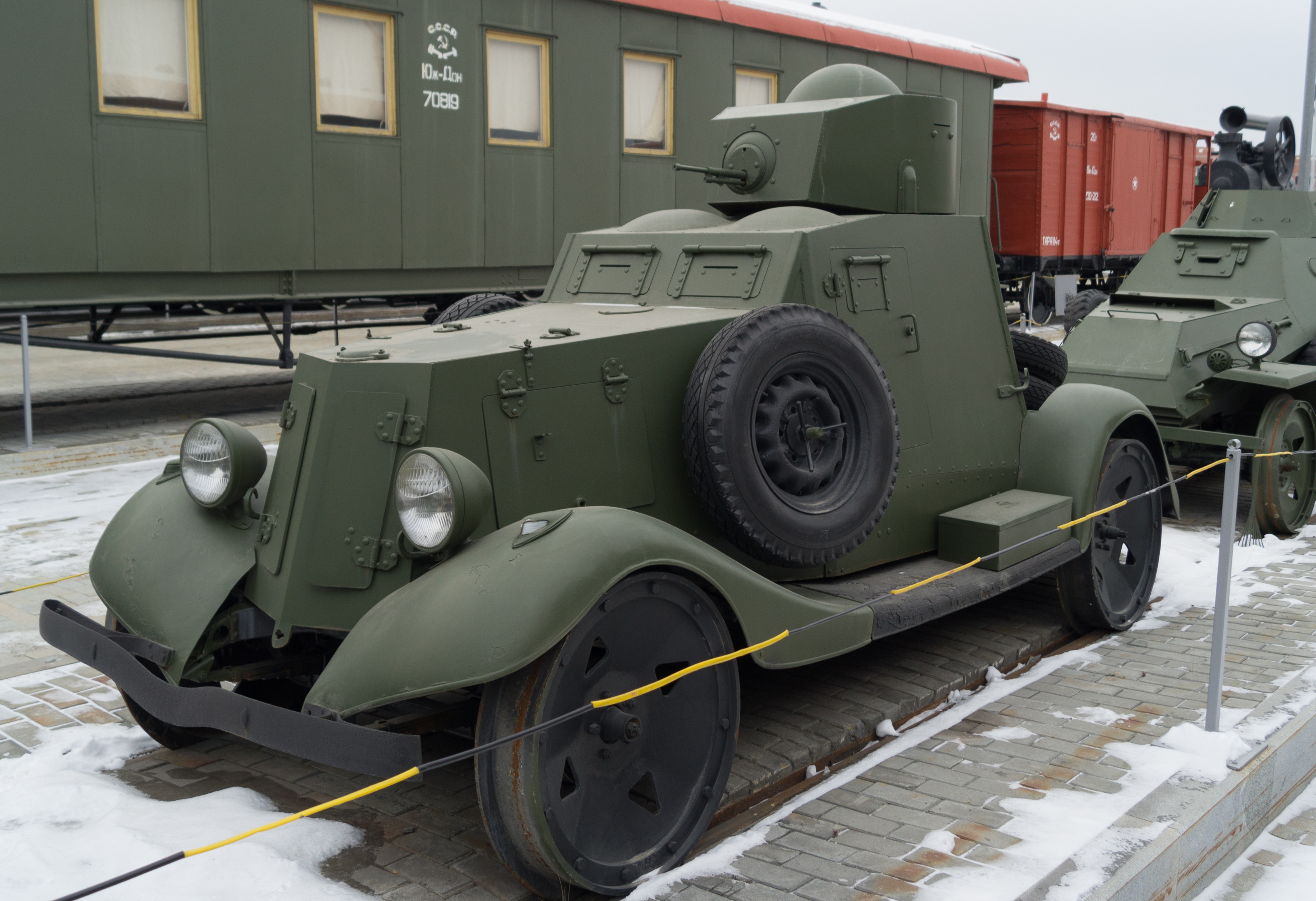
BA-20ŻD - wersja przystosowana to przemieszczania się po torach

Cztery BA-20 (także w wersji przystosowanej to przemieszczania się po torach – BA-20ŻD) wchodziły w skład 31 i 59 Dywizjonu Pociągów Pancernych. Były to jednostki radzieckie, które w okresie wrzesień 1944 – styczeń 1945 były podporządkowane 1 Armii WP. Wspierały swoim ogniem polskie oddziały walczące w okolicy Warszawy. 31 Dywizjon wrócił pod dowództwo radzieckie już w październiku 1944, natomiast 59 Dywizjon pozostawał pod dowództwem polskim do stycznia 1945.